# La Tsavre
Mont Ferret
Pour les articles homonymes, voir Ferret.
Ne doit pas être confondu avec Tête de Ferret.
La Tsavre ou mont Ferret est un sommet de Suisse situé dans le canton du Valais, sur les communes de Liddes et d'Orsières, dans les Alpes pennines. De ses 2 977 mètres d'altitude, il domine le val Ferret à l'ouest et le val d'Entremont à l'est.